# Hyperechia
Hyperechia es un género de dípteros de la familia Asilidae. Fue descrito por Ignaz Rudolph Schiner en 1866.

## Especies
- Hyperechia bifasciata Grünberg, 1907
- Hyperechia albifasciata (Enderlein, 1930)
- Hyperechia bomboides (Loew, 1851)
- Hyperechia consimilis (Wood, 1874)
- Hyperechia marshalli Austen, 1902
- Hyperechia madagascariensis (Enderlein, 1930)
- Hyperechia nigripennis (Wiedemann, 1830)
- Hyperechia floccosa (Bezzi, 1908)
- Hyperechia fuelleborni (Grünberg, 1907)
- Hyperechia hirtipes (Fabricius, 1805)
- Hyperechia imitator (Grünberg, 1907)
- Hyperechia nigrita (Grünberg, 1907)
- Hyperechia pellitiventris (Enderlein, 1930)
- Hyperechia xylocopiformis (Walker, 1849)
- Hyperechia fera (Wulp, 1872)